# オーディンの戦士たち

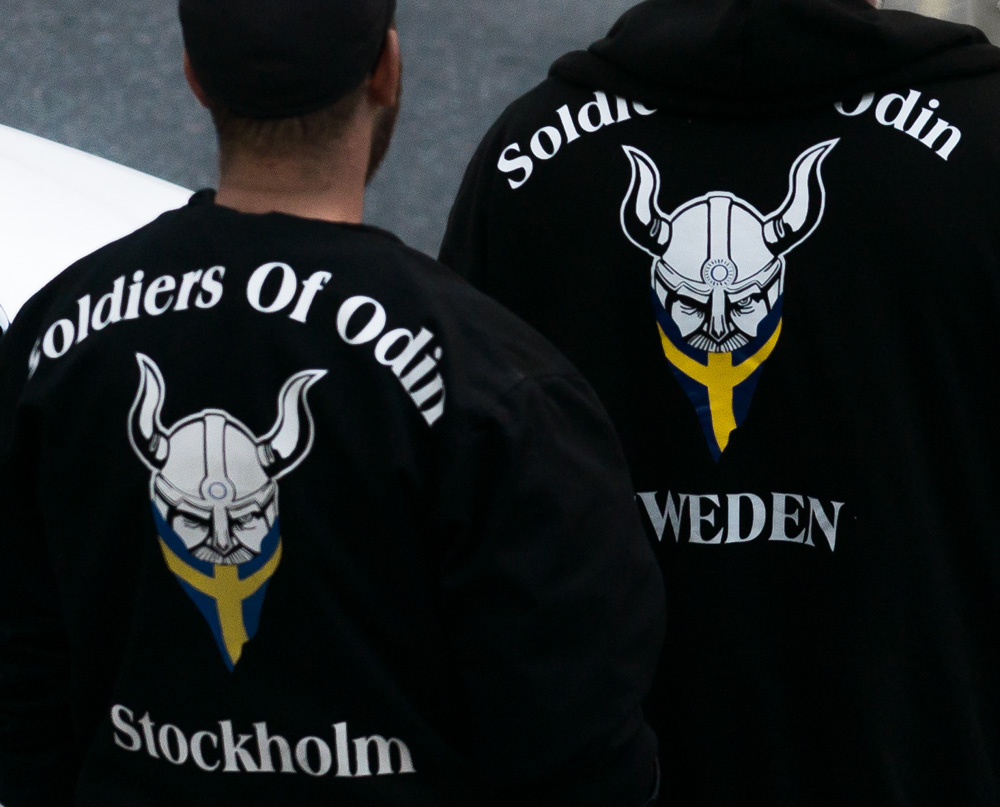
オーディーンの戦士たちのユニフォーム(2016年、スウェーデンのストックホルムにて)

オーディンの戦士たち（オーディンのせんしたち、Soldiers of Odin、SSO）は、2015年にフィンランドで設立された国際的なヨーロッパの反移民グループ。2015年欧州難民危機に直面し、移民の犯罪からヨーロッパ系市民を守る自警活動をしている自称しており、レイシストやネオナチであることを否定している。
スウェーデン、オーストラリア、ドイツ、ベルギー、エストニア、イギリス、カナダ、アメリカ合衆国にも支部を持つ。

## 歴史
難民の受け入れ以降、ケルン大晦日集団性暴行事件など移民による犯罪が取り沙汰される中、ネオナチなど右翼団体のメンバーであったと称するMika Rantaにより創設される。

## 支部の活動

### オーストラリア
オーストラリアのオーディンの戦士たちは、メルボルンで活動する"Apex"（エーペックス）と呼ばれるアフリカ系ストリートギャングなどと対立していることで知られる。

### カナダ
2016年よりユーコン準州、エドモントン、グランド・プレーリー、ヴァンクーバーに拠点を持つ。

### ノルウェー
ペギータなど右派団体のメンバーであったRonny Alteにより2016年より活動を開始する。

### スウェーデン
2016年3月より活動を開始。ヨーテボリにてブラック・ブロック系グループと激しく衝突したことで知られる。

## トレードマーク
オーディーンの戦士たちは、路上での自警活動をする際エンブレムがプリントされたユニフォームを着用する。エンブレムはバイカーパッチに影響を受けたもので、ヴァイキングを連想させる角兜の図柄で、髭部分には国旗。下部には国名や都市名が記載される。